# Croton borbensis
Croton borbensis är en törelväxtart som beskrevs av Ricardo de Sousa Secco och Paul Edward Berry. Croton borbensis ingår i släktet Croton och familjen törelväxter. Inga underarter finns listade i Catalogue of Life.